# Máy chạy bộ

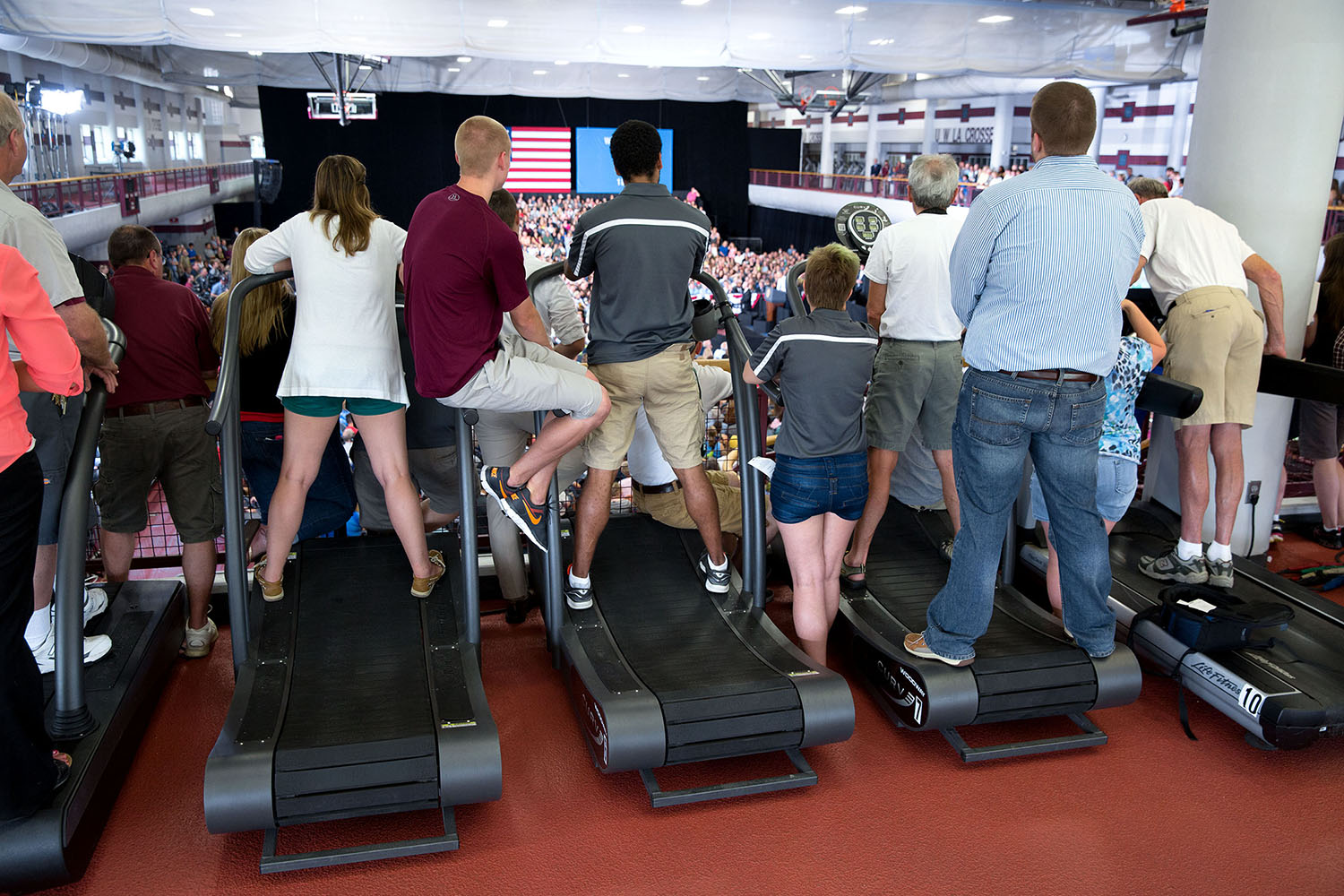
Tập luyện tập thể với máy chạy bộ

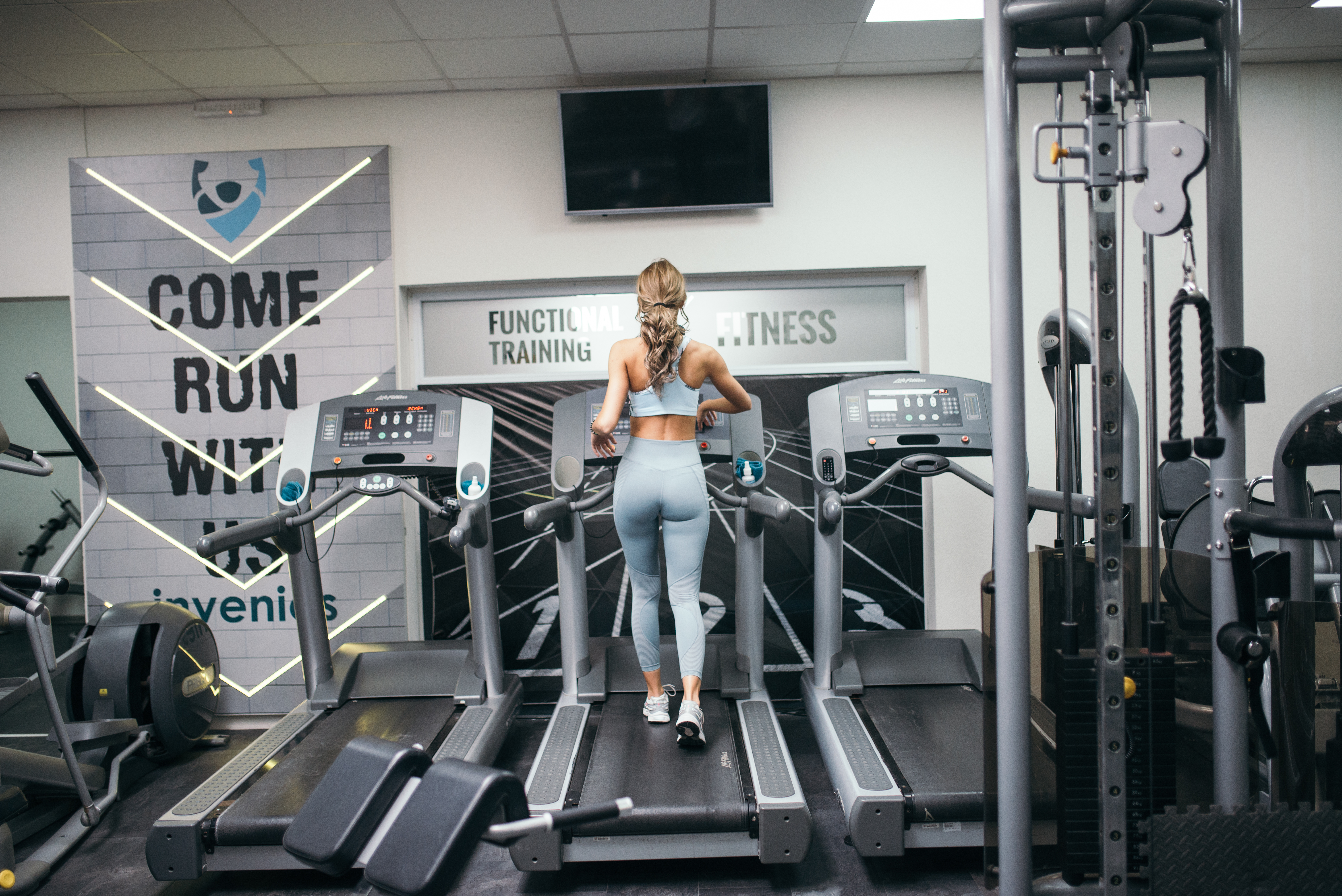
Tập Cardio với máy chạy bộ

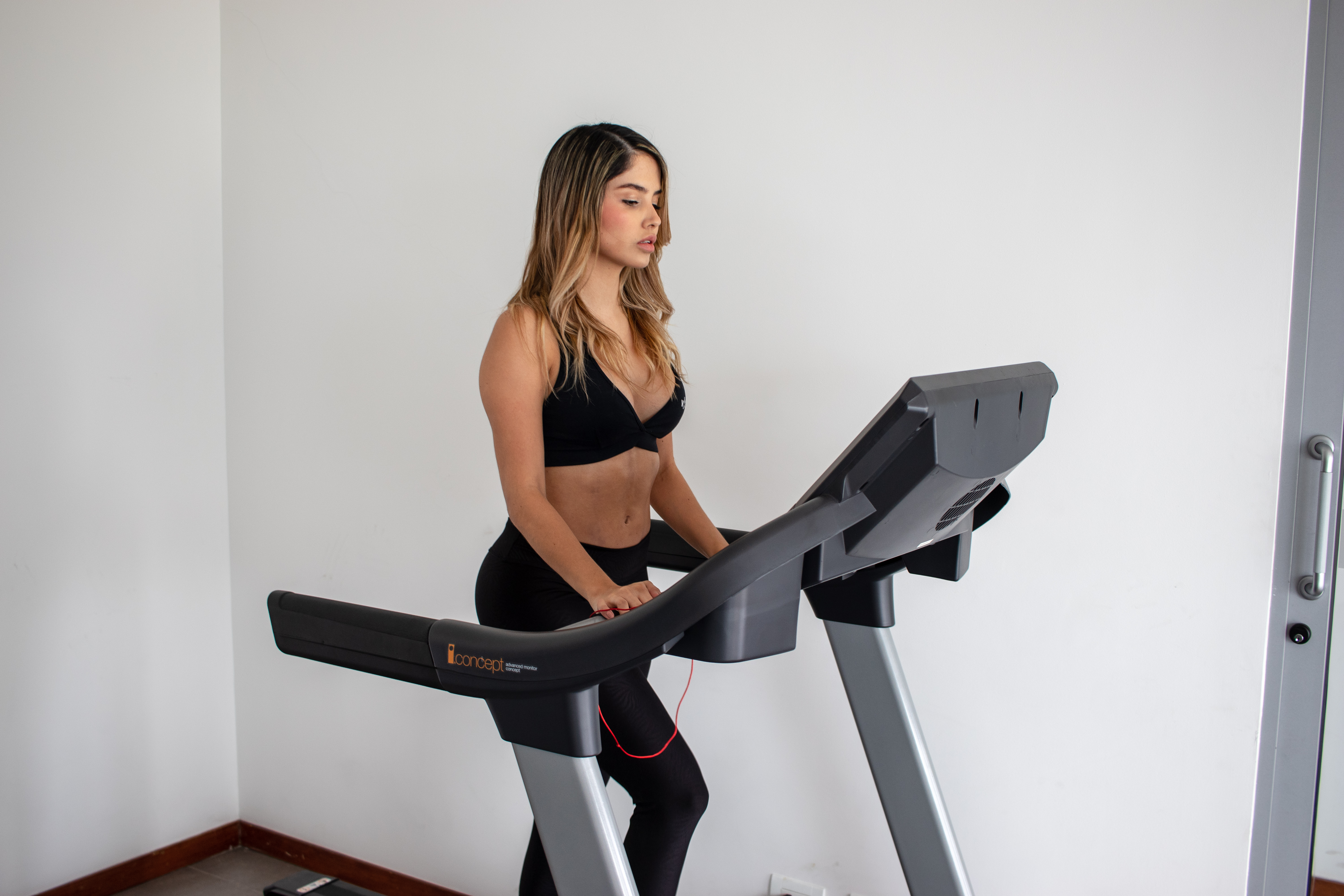
Tập luyện với máy chạy bộ chuyên dụng đa năng có các thiết bị cảm biến để hiển thị các thông số như quãng đường, thời gian, tốc độ, năng lượng tiêu tốn

Máy chạy bộ (Treadmill) một thiết bị tập luyện thể dục giúp người dùng chạy bộ hoặc đi bộ tại chỗ thông qua cơ chế hoạt động bằng cách di chuyển một tấm băng chuyền, người dùng đặt chân lên tấm băng chuyền và di chuyển theo hướng di chuyển của tấm băng chuyền. Máy chạy bộ cho phép người dùng đi bộ hoặc chạy trên dây đai di chuyển, máy chạy bộ đa năng thông thường sẽ là máy chạy bộ điện, vận hành bằng điện năng để hoạt động từ đó máy giúp cho người dùng có thể kiểm soát tốc độ cũng như độ nghiêng của máy. Máy chạy bộ tiếp tục là loại thiết bị tập thể dục bán chạy nhất do đó, ngành công nghiệp máy chạy bộ có hàng trăm nhà sản xuất trên toàn thế giới. Ông William Staub, một kỹ sư cơ khí, đã phát triển máy chạy bộ đầu tiên dành cho gia đình, ông cho rằng những người chạy trong tám phút bốn đến năm lần một tuần sẽ có thể trạng tốt hơn nhưng không có máy chạy bộ gia đình giá cả phải chăng vào thời điểm đó và quyết định thiết kế, chế tạo một chiếc máy để sử dụng vào cuối những năm 1960.
Máy chạy bộ đa năng là một loại thiết bị tập luyện thể dục thể thao dùng để đi, chạy bộ thuộc dòng cao cấp. Khác với việc dùng để đi bộ hay chạy bộ như máy chạy bộ đơn năng, máy chạy bộ đa năng còn hỗ trợ các bài tập liên quan cho người tập như gập bụng, xoay eo, massage, lên xà để tập được nhiều bài tập hơn trong quá trình đi bộ, chạy bộ. Máy chạy bộ đa năng hay được các vận động viên, huấn luyện viên, người tập luyện cường độ cao chọn lựa như một thiết bị chuyên dụng để nâng cao sức khoẻ tổng quát, đa dạng nhóm cơ. Khi tập luyện với máy chạy bộ sẽ giảm tác động với khớp vì băng chạy thường mềm mại, ít tác động lên khớp so với mặt đường cứng, việc chạy bộ trên máy tập giúp giảm tác động lên khớp và cơ thể, hữu ích khi hồi phục chấn thương. Tuy vậy, máy chạy bộ không nên được sử dụng nếu người tập đang bị chấn thương mắt cá chân, đầu gối hoặc hông. Nhiều người dùng thấy máy chạy bộ đơn điệu và mất hứng thú sau một thời gian tập luyện và những hàng xóm có thể phàn nàn về tiếng ồn từ máy chạy bộ.